# 毛果黄耆
毛果黄耆（学名：Astragalus lasiosemius）是豆科黄芪属的植物。分布在尼泊尔、印度、巴基斯坦以及中国大陆的新疆、西藏等地，生长于海拔3,700米至4,400米的地区，多生长于高山崖旁或山坡灌丛中，目前尚未由人工引种栽培。